# آندریاس ویدهولتسل
آندریاس ویدهولتسل (انگلیسی: Andreas Widhölzl؛ زادهٔ ۱۴ اکتبر ۱۹۷۶) اسکی‌باز پرش اهل اتریش بود.